# Аустрія (Відень)
«Аустрія» (нім. Fußballklub Austria) — австрійський футбольний клуб з міста Відень. Найтитулованіший клуб Австрії (24 титули переможця австрійської Бундеслізі та 27 національних кубків), але його принциповий суперник «Рапід» (Відень) утримує рекорд за найбільшою кількості чемпіонських титулів (32). Разом з «Рапідом» — одна з двох команд, які ніколи не вилетіли з вищого дивізіону Австрії. З 27-ма перемогами в Кубку Австрії та шістьма в Суперкубку Австрії, «Австрія» (Відень) також є найуспішнішим клубом у кожному з вище вказаних турнірів. У 1978 році клуб дійшов до фіналу Кубку володарів кубків УЄФА, а наступного сезону — до півфіналу Кубку Європи. Домашні матчі проводить на стадіоні Франц Горр, знана як Дженералі Арена після укладення угоди про права на найменування з італійською страховою компанією в 2010 році.

## Історія

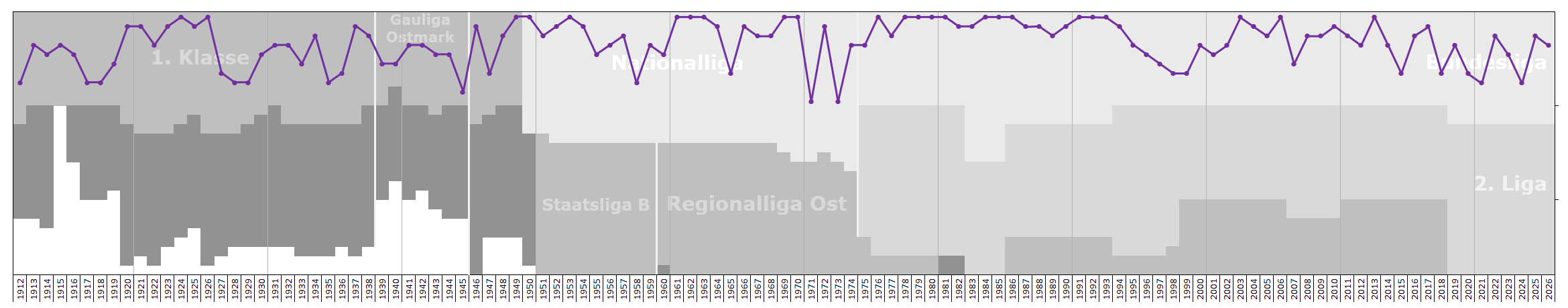
Графік історії виступів «Аустрії» (Відень) у національному чемпіонаті

### Від заснування до Другої світової війни
«Аустрія» (Відень) бере свій початок від «Вінер Крікетер» (нім. Wiener Cricketer), заснованому 20 жовтня 1910 року у Відні. У грудні того ж року перейменований у «Вінер Аматор-СВ» (нім. Wiener Amateur-SV), а 28 листопада 1926 року змінив назву на «Футбольний клуб Австрія Відень» (нім. Fußballklub Austria Wien).
У 1924 році команда здобула свій перший чемпіонський титул. У 1926 році «Вінер Аматор» змінив назву на «Аустрія» (Відень), коли аматори стали професіоналами. Того ж року клуб виграв свій другий чемпіонський титул.
1930-ті роки, одна з найуспішніших епох «Аустрії», принесли два трофея (1933 і 1936 року) Кубку Мітропи, турнірі чемпіонів країн Центральної Європи. Зіркою цієї команди був нападник Маттіас Сінделар, якого 1998 року визнали найидатнішим австрійським футболістом .
Успіх клубу перервав аншлюс Австрії нацистською Німеччиною в 1938 році, коли Австрію знущально назвали «Юденклуб» («єврейський клуб»). У той час як єврейські гравці та співробітники клубу були вбиті або втекли з країни, Синделар помер за нез'ясованих обставин 23 січня 1939 року від отруєння чадним газом у власній квартирі. Він відмовився грати за об'єднану збірну Німеччини та Австрії, посилаючись на травму (проблеми з колінами) та завершення міжнародної кар'єри. У німецьких футбольних турнірах у 1938–1945 році клуб виступав у Вищій регіональній Гаулізі Остмарк, але ніколи не фінішував вище четвертого місця. Вони брали участь у Тчаммерпокалі (попереднику сучасного кубку Німеччини) у 1938 та 1941 роках. Нацистська спортивна влада 12 квітня 1938 року наказала команді змінити назву на «Спортивний клуб Остмарк Відень» (нім. Sportclub Ostmark Wien), намагаючись германізувати її, але 14 липня 1938 року клуб знову повернув свою історичну назву.

### Післявоєнний період
«Аустрія» (Відень) вперше виграла чемпіонський титул після 230річної перерви в 1949 році та захистила його наступного року. П'ятий титул команда здобула 1953 року. У період з 1960 по 1993 рік у 33-ох сезонах «Аустрія» 16 разів ставала чемпіоном, починаючи з трьох поспіль чемпіонств у 1961, 1962 та 1963 році. Нападник Ернст Оцвірк, який грав у п'яти командах, які вигравали чемпіонський титул, протягом двох окремих періодів у клубі, зумів допомогти виграти титул переможця Бундесліги 1969 та 1970 років. Серед інших відомих гравців вище вказаної епохи виділявся Горст Немец.
Починаючи з сезону 1973/74 років «Вінер» з віденською «Аустрією» створив спільну команду, яка до початку сезону 1976/77 років називалася «Аустрія ВАК» (Відень) (нім. FK Austria WAC Wien), після чого керівництво клубу вирішило повернутися до власної традиційної назви. Досягнення спільної команди є частиною футбольної історії «Аустрії» (Відень).
У 1970-их роках розпочалася ще одна успішна ера, попри відсутність чемпіонських титулів у період між 1970 і 1976 роками, оскільки розпочалася перебудова вже вікової команди. Але завдяки 8-ми чемпіонських титулам протягом 11-ти сезонів (у період з сезону 1975/76 по 1985/86 років) «Аустрія» знову стала одним з провідних клубів країни. Після перемоги в національному кубку 1977 року «Аустрія» (Відень) дійшла до фіналу Кубку володарів кубків 1978 року, де з рахунком 0:4 програла бельгійському «Андерлехту». Наступного сезону клуб дійшов до півфіналу Кубку європейських чемпіонів, програвши з загальним рахунком 0:1 шведській команді «Мальме». У сезоні 1982/83 столичний австрійський клуб дійшов до півфіналу Кубка володарів кубків, програвши з загальним рахунком (3:5) мадридському «Реалу».
До списку гравців вище вказаного періоду зокрема входили: Герберт «Шнекерль» Прохаска, Фелікс Гасселіх, Томас Паріц, Вальтер Шахнер, Герхард Штайнколер, Тоні Польстер, Петер Штегер, Івиця Вастич і Тібор Нілаші.

### Новітня історія

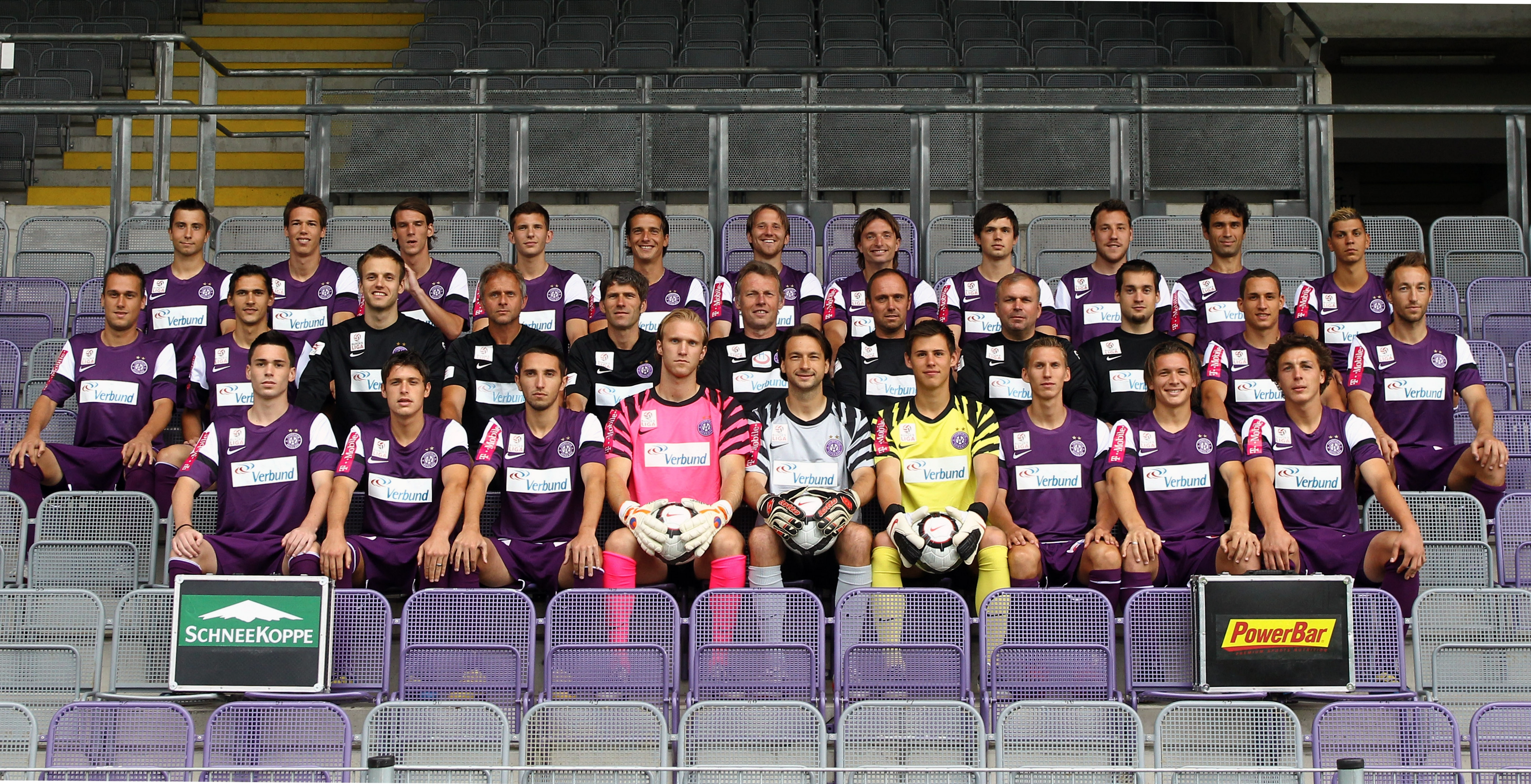
«Аустрія» 2010/11

На початку 1990-их років «Аустрія» (Відень) переживав останнім періодом стабільного успіху: тричі поспіль вигравали титули Бундесліги з 1991 по 1993 роки; три титули володаря Кубку Австрії в 1990, 1992 і 1994 роках; і чотири титули володаря Суперкубку Австрії в 1991, 1992, 1993, 1994 роках. Однак наприкінці 1990-их клуб занепав через фінансові проблеми, які змусили продати ключових гравців.
У 1999 році клуб придбав консорціум автозапчастин Magna австро-канадського мільярдера Франка Стронаха. Після угоди з сигаретною компанією Memphis клуб перейменували в «Аустрія Мемфіс Магна». Інвестиції Штронаха в гравців з бюджетом у три рази більшим, ніж середній по лізі, привели до першого чемпіонського титулу Бундесліги за попередні десять років у 2002/03 років. Незважаючи на це, головний тренера Вальтера Шахнера все ж звільнили. Його наступник Крістоф Даум не зміг захистити чемпіонський титул, але виграв Кубок Австрії.
У 2004 році Мемфіс виключили з назви клубу. У сезоні 2004/05 років «Аустрія» (Відень) вийшла до чвертьфіналу Кубку УЄФА, де вилетіла від «Парми». 21 листопада 2005 року Франк Стонах залишив клуб. Таким чином, декілька гравців (включаючи найкращого бомбардира Роланда Лінца, Володимира Яночко, Джоуї Дідуліцу, Лібора Сіонка, Філіпа Шебо та Сігурда Русфельдта) були продані іншим командам наступного літа. Тим не менш, сезон 2005/06 років завершився золотим дублем, перемогою у Бундеслізі та національному кубку.
Втрата ключових гравців та суттєво зменшений бюджет на сезон 2006/07 років завдали шкоди клубу. Незважаючи на поразку від «Бенфіки» з сумарним рахунком 1:4 у попередньому раунді Ліги чемпіонів УЄФА, команда змогла пройти кваліфікацію (проти варшавської «Легії», яку перемогла з загальним рахунком 2:1) до групового етапу Кубку УЄФА. Колишній гравець і тренер клубу Томас Паріц став генеральним менеджером. Після того, як команда програла три дні потому з рахунком 0:4 на виїзді «Ред Булл» (Зальцбург), Паріц звільнив тренерів Петера Штегера та Френка Шінкеля. Їх замінив Георг Зельгофер. За підсумками сезону столичний клуб посів шосте місце в Бундеслізі, попри останнє місце, яке займає на Різдво. Однак цього року клуб також виграв Кубок. У наступному сезоні команда покращила результати, зайнявши третє місце в лізі.

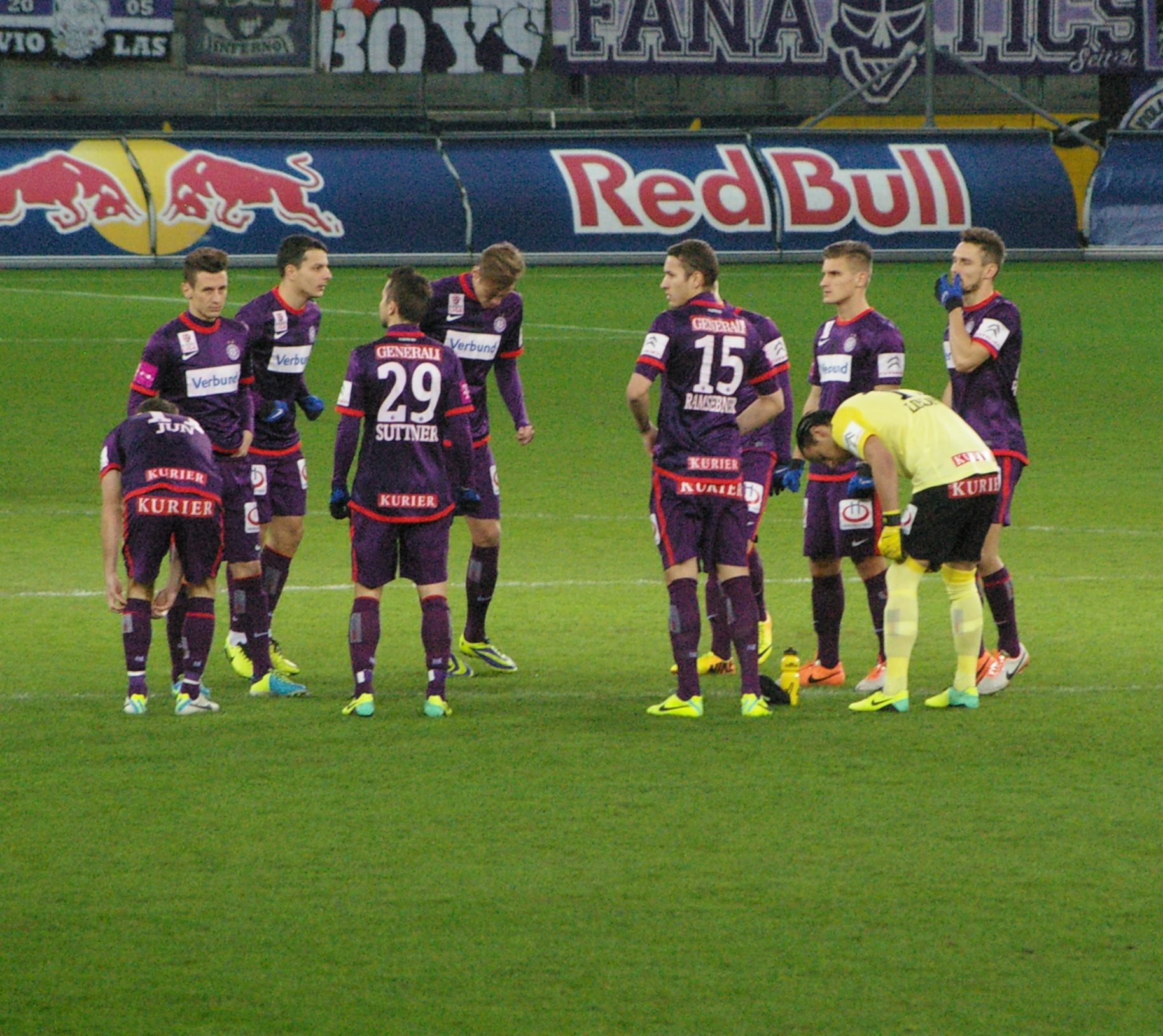
Гравці «Аустрії» (Відень) на полі проти «Ред Булл Зальцбург», грудень 2013 року

Літо 2008 року принесло помітні зміни. Дванадцять гравців покинули клуб, у тому числі Санель Кульїч і Юксель Саріяр, які приєдналися до новоствореної команди Франка Стронаха «Магна» у другому дивізіоні Австрії. Термін дії «операційного контракту» з компанією «Магна» Штронаха закінчився, що дозволило клубу реорганізуватися. 1 липня 2008 року початкову назву «Аустрія» (Відень) було відновлено, без включення імені спонсора вперше за 30 років. Клуб також придбав гравця збірної Китаї Сунь Сяна, першого китайського гравця, який грав в австрійській Бундеслізі. У сезоні 2012/13 років «Аустрія» (Відень) виграла свій 24-ий титул чемпіона, випередивши «Ред Булл Зальцбург», але програла фінал Кубку Австрії з рахунком 1:0 клубу третього дивізіону «Пашинг».
У серпні 2013 року «Аустрія» (Відень) вперше вийшла до групового етапу групового етапу Ліги чемпіонів УЄФА, перемігши загребське «Динамо» в раунді плей-оф. Вони зіграли внічию проти «Порту», «Атлетіко» та «Зеніту» з Санкт-Петербурга, які вигравали єврокубкові трофеї в XXI столітті. Аустрія посіла останнє місце в групі після домашньої поразки від «Порту» (0:1), нічиєї проти «Зеніту» у Санкт-Петербурзі (0–0), двох поразок від «Атлетіко» та нічиї на виїзді проти «Порту», що зрештою посунула португальську команду на третє місце в групі. Втіха прийшла, коли «Аустрія» перемогла «Зеніт» з рахунком 4:1 на Ернст-Гаппель-Штадіон.

## Досягнення
Бундесліга (Австрія):
- Чемпіон (24): 1924, 1926, 1949, 1950, 1953, 1961, 1962, 1963, 1969, 1970, 1976, 1978, 1979, 1980, 1981, 1984, 1985, 1986, 1991, 1992, 1993, 2003, 2006, 2013
- Віце-чемпіон (19): 1920, 1921, 1923, 1925, 1937, 1946, 1952, 1954, 1964, 1972, 1982, 1983, 1987, 1988, 1990, 1994, 2004, 2010, 2017

Кубок Австрії:
- Володар (27): 1921, 1924, 1925, 1926, 1933, 1935, 1936, 1948, 1949, 1960, 1962, 1963, 1967, 1971, 1974, 1977, 1980, 1982, 1986, 1990, 1992, 1994, 2003, 2005, 2006, 2007, 2009
- Фіналіст (12): 1920, 1922, 1927, 1930, 1931, 1947, 1964, 1984, 1985, 2004, 2013, 2015

Суперкубок Австрії
- Володар (6): 1990, 1991, 1992, 1993, 2003, 2004

Кубок Мітропи
- Володар (2): 1933, 1936

Кубок володарів кубків УЄФА
- Фіналіст (1): 1978

Кубок УЄФА
- Чвертьфіналіст (1): 1983/84

## Стадіон

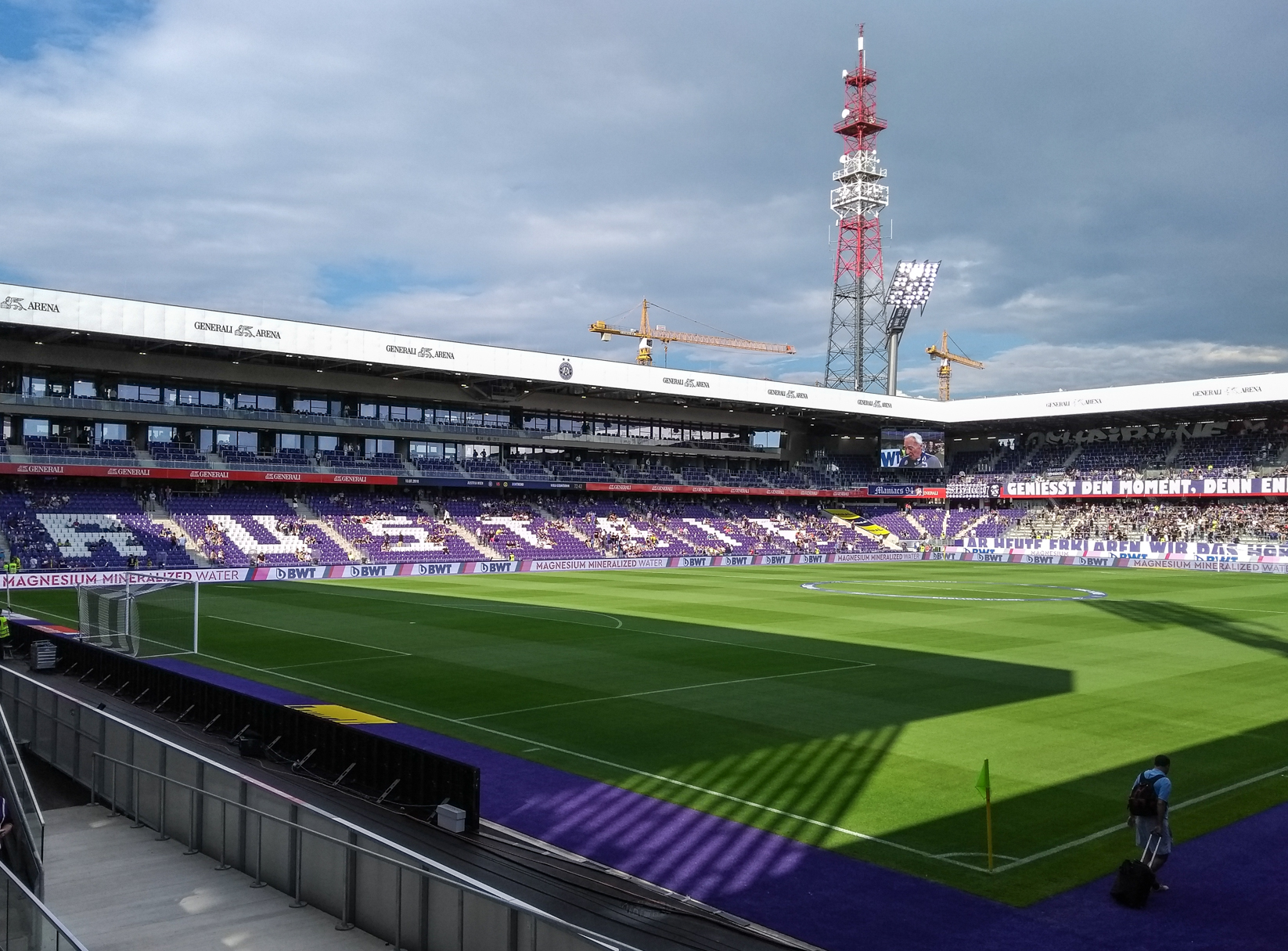
«Франц Горр Штадіон»

З 2008 року віденська «Аустрія» проводить свої домашні матчі на стадіоні Франц Горр, який вміщує 17 000 глядачів, коли відкрилася нова двоярусна Східна трибуна, а Західну трибуну відремонтували. Стадіон перейменували в «Дженералі арена» за угодою про права на назву з італійською страховою компанією Generali, оголошеною наприкінці 2010 року.
Спочатку стадіонпобудували 1925 року для «Слована» (Відень), клубу чеських іммігрантів, зазнав серйозних руйнувань від союзників під час Другої світової війни. Віденська «Аустрія» вийшла на поле в 1973 році, зігравши там свій перший матч 26 серпня. Згодом стадіон назвали на честь Франца Горра, голови Віденської футбольної асоціації, після його смерті. Стадіон розширили новими або відремонтованими трибунами в 1982, 1986, 1998 і, востаннє, у 2008 році.

## Віденське дербі

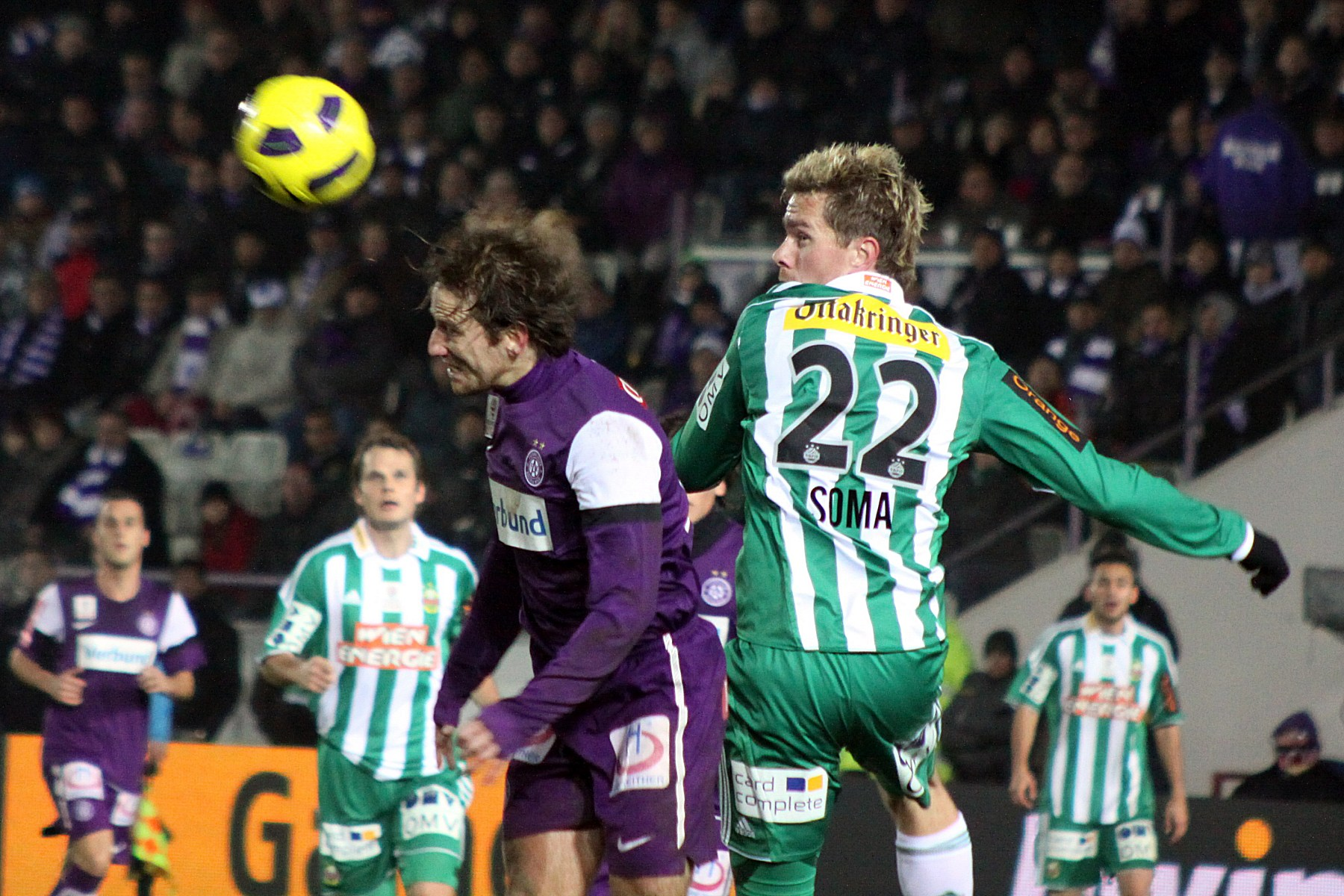
Віденське дербі

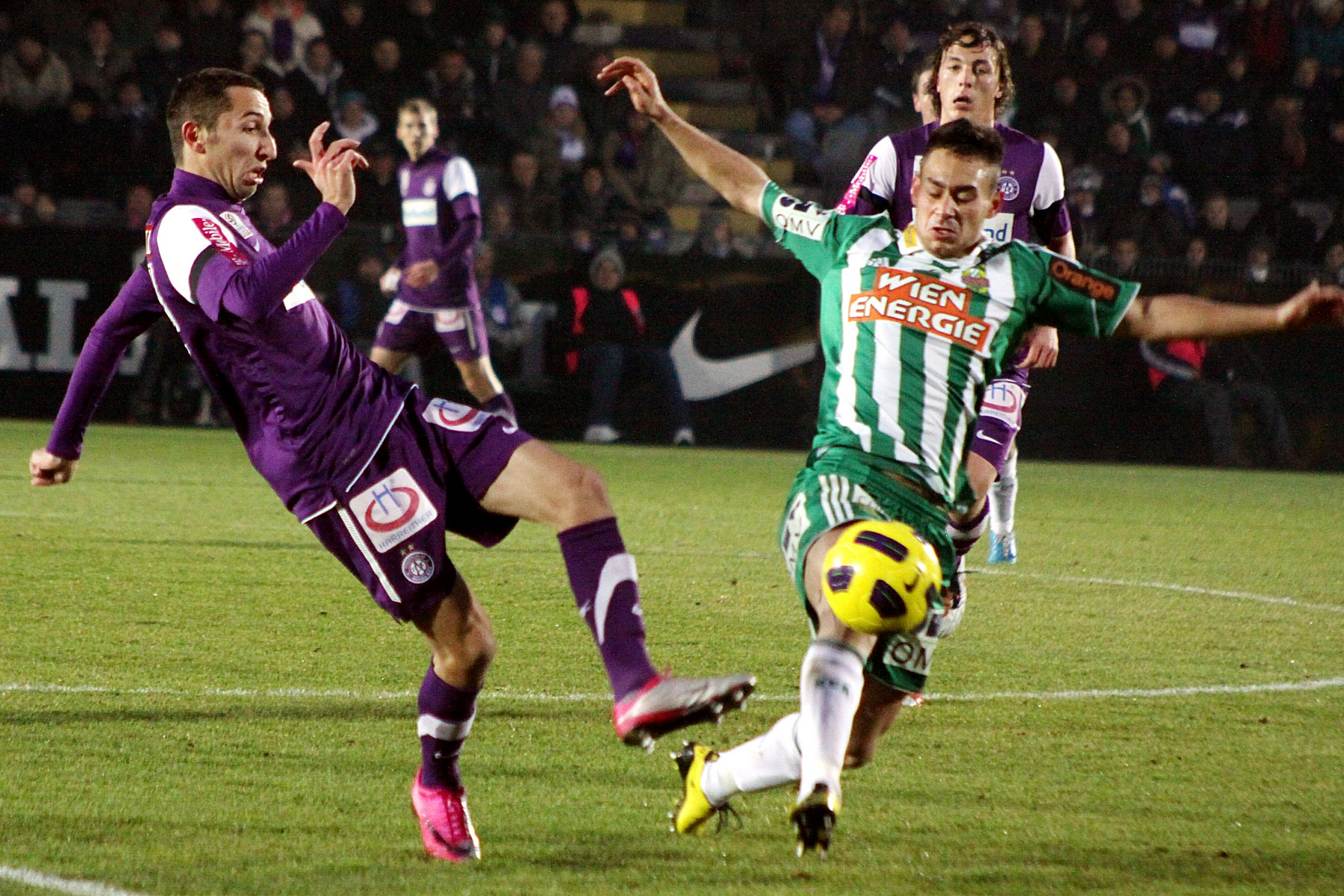
Матч Віденського дербі 2010 року між «Аустрією» (Відень) та «Рапідом» (Відень).

Віденська «Аустрія» бере участь у віденському дербі з віденським «Рапідом». Ці два клуби є двома найпідтримуванішими та найуспішнішими в країні, і є єдиними австрійськими клубами, які ніколи не вибували в нижню лігу. Це два найбільш культурно та соціально значущі клуби, обидва історично представляють ширші розділи у віденському суспільстві. Обидві команди походять з Гітцинга, 13-го району на заході міста, але з тих пір переїхали в різні райони. «Аустрія» (Відень) розглядається як клуб середнього класу, а до Другої світової війни — як частина кав’ярної культури, пов’язаної зі столичною інтелігенцією. «Рапід» традиційно підтримує робітничий клас міста. Два клуби вперше зустрілися в матчі національного чемпіонату 8 вересня 1911 року, в якому «Рапід» здобув перемогу з рахунком 4:1. Цей матч є найпопулярнішим дербі в європейському футболі після матчів Олд Фірм у Глазго та Единбурзького дербі в Единбурзі, обидва в Шотландії.
Станом на 15.04.2018
| Турнір             | Матчі | Перемоги | Нічиї | Поразки | Різниця м'ячів |
| ------------------ | ----- | -------- | ----- | ------- | -------------- |
| Чемпіонат Австрії  | 294   | 99       | 71    | 124     | 440 — 543      |
| Кубок Австрії      | 33    | 18       | 3     | 12      | 77 — 67        |
| Суперкубок Австрії | 1     | 0        | 0     | 1       | 1 — 3          |
| Всього в дербі     | 328   | 117      | 74    | 137     | 518—613        |

## Статистика виступів у єврокубках
| Сезон   | Змагання                    | Раунд                | Країна               | Клуб                          | Вдома         | На виїзді      |
| ------- | --------------------------- | -------------------- | -------------------- | ----------------------------- | ------------- | -------------- |
| 1960–61 | Кубок володарів кубків УЄФА | 1/4 фіналу           | Англія               | «Вулвергемптон Вондерерз»     | 2–0           | 0–5            |
| 1961–62 | Ліга чемпіонів УЄФА         | 1Р                   | Румунія              | «Стяуа» (Бухарест)            | 2–0           | 0–0            |
|         |                             | 2Р                   | Португалія           | «Бенфіка» (Лісабон)           | 1–1           | 1–5            |
| 1962–63 | Ліга чемпіонів УЄФА         | 1Р                   | Фінляндія            | ГІФК                          | 5–3           | 2–0            |
|         |                             | 2Р                   | Франція              | «Реймс»                       | 3–2           | 0–5            |
| 1963–64 | Ліга чемпіонів УЄФА         | 1Р                   | Польща               | «Гурник» (Забже)              | 1–0, 1–2      | 0–1            |
| 1967–68 | Кубок володарів кубків УЄФА | 1Р                   | Румунія              | «Стяуа» (Бухарест)            | 0–2           | 1–2            |
| 1969–70 | Ліга чемпіонів УЄФА         | 1Р                   | СРСР                 | «Динамо» (Київ)               | 1–2           | 1–3            |
| 1970–71 | Ліга чемпіонів УЄФА         | Кваліфікація         | Болгарія             | «Левські» (Софія)             | 3–0           | 1–3            |
|         |                             | 1Р                   | Іспанія              | «Атлетіко» (Мадрид)           | 1–2           | 0–2            |
| 1971–72 | Кубок володарів кубків УЄФА | Кваліфікація         | Данія                | Б 1909                        | 2–0           | 2–4            |
|         |                             | 1Р                   | Албанія              | «Динамо» (Тирана)             | 1–0           | 1–1            |
|         |                             | 2Р                   | Італія               | «Торіно»                      | 0–0           | 0–1            |
| 1972–73 | Кубок УЄФА                  | 1Р                   | Болгарія             | «Берое» (Стара Загора)        | 1–3           | 0–7            |
| 1974–75 | Кубок володарів кубків УЄФА | 1Р                   | Бельгія              | «Варегем»                     | 4–1           | 1–2            |
|         |                             | 2Р                   | Іспанія              | «Реал Мадрид»                 | 2–2           | 0–3            |
| 1976–77 | Ліга чемпіонів УЄФА         | 1Р                   | Німеччина            | «Боруссія» (Менхенгладбах)    | 1–0           | 0–3            |
| 1977–78 | Кубок володарів кубків УЄФА | 1Р                   | Уельс                | «Кардіфф Сіті»                | 1–0           | 0–0            |
|         |                             | 2Р                   | Чехословаччина       | «Кошиці»                      | 0–0           | 1–1            |
|         |                             | 1/4 фіналу           | Югославія            | «Хайдук» (Спліт)              | 1–1           | 1–1 (пен. 3-0) |
|         |                             | 1/2 фіналу           | СРСР                 | «Динамо» (Москва)             | 2–1 (пен 5-4) | 1–2            |
|         |                             | Фінал                | Бельгія              | «Андерлехт»                   | 0–4           |                |
| 1978–79 | Ліга чемпіонів УЄФА         | 1Р                   | Албанія              | «Влазнія» (Шкодер)            | 4–1           | 0–2            |
|         |                             | 2Р                   | Норвегія             | «Ліллестрем»                  | 4–1           | 0–0            |
|         |                             | 1/4 фіналу           | НДР                  | «Динамо» (Дрезден)            | 3–1           | 0–1            |
|         |                             | 1/2 фіналу           | Швеція               | «Мальме»                      | 0–0           | 0–1            |
| 1979–80 | Ліга чемпіонів УЄФА         | 1Р                   | Данія                | «Вайле»                       | 1–1           | 2–3            |
| 1980–81 | Ліга чемпіонів УЄФА         | 1Р                   | Шотландія            | «Абердин»                     | 0–0           | 0–1            |
| 1981–82 | Ліга чемпіонів УЄФА         | 1Р                   | Албанія              | «Партизані»                   | 3–1           | 0–1            |
|         |                             | 2Р                   | СРСР                 | «Динамо» (Київ)               | 0–1           | 1–1            |
| 1982–83 | Кубок володарів кубків УЄФА | 1Р                   | Греція               | «Панатінаїкос»                | 2–0           | 1–2            |
|         |                             | 2Р                   | Туреччина            | «Галатасарай»                 | 0–1           | 4–2            |
|         |                             | 1/4 фіналу           | Іспанія              | «Барселона»                   | 0–0           | 1–1            |
|         |                             | 1/2 фіналу           | Іспанія              | «Реал Мадрид»                 | 2–2           | 1–3            |
| 1983–84 | Кубок УЄФА                  | 1Р                   | Люксембург           | «Аріс Бонневу»                | 10–0          | 5–0            |
|         |                             | 2Р                   | Франція              | «Лаваль»                      | 2–0           | 3–3            |
|         |                             | 3Р                   | Італія               | «Інтернаціонале»              | 2–1           | 1–1            |
|         |                             | 1/4 фіналу           | Англія               | «Тоттенгем Готспур»           | 2–2           | 0–2            |
| 1984–85 | Ліга чемпіонів УЄФА         | 1Р                   | Мальта               | «Валетта»                     | 4–0           | 4–0            |
|         |                             | 2Р                   | НДР                  | «Динамо» (Берлін)             | 2–1           | 3–3            |
|         |                             | 1/4 фіналу           | Англія               | «Ліверпуль»                   | 1–1           | 1–4            |
| 1985–86 | Ліга чемпіонів УЄФА         | 1Р                   | НДР                  | «Динамо» (Берлін)             | 2–1           | 2–0            |
|         |                             | 2Р                   | Німеччина            | «Баварія» (Мюнхен)            | 3–3           | 2–4            |
| 1986–87 | Ліга чемпіонів УЄФА         | 1Р                   | Люксембург           | «Авенір» (Бегген)             | 3–0           | 3–0            |
|         |                             | 2Р                   | Німеччина            | «Баварія» (Мюнхен)            | 1–1           | 0–2            |
| 1987–88 | Кубок УЄФА                  | 1Р                   | Німеччина            | «Баєр 04»                     | 0–0           | 1–5            |
| 1988–89 | Кубок УЄФА                  | 1Р                   | СРСР                 | «Жальгіріс»                   | 5–2           | 0–2            |
|         |                             | 2Р                   | Шотландія            | «Гартс»                       | 0–1           | 0–0            |
| 1989–90 | Кубок УЄФА                  | 1Р                   | Нідерланди           | «Аякс»                        | 1–0           | 3–0            |
|         |                             | 2Р                   | Німеччина            | «Вердер» (Бремен)             | 2–0           | 0–5            |
| 1990–91 | Кубок володарів кубків УЄФА | 1Р                   | Німеччина            | «Айнтрахт» (Шверін)           | 0–0           | 2–0            |
|         |                             | 2Р                   | Італія               | «Ювентус»                     | 0–4           | 0–4            |
| 1991–92 | Ліга чемпіонів УЄФА         | 1Р                   | Англія               | «Арсенал»                     | 1–0           | 1–6            |
| 1992–93 | Ліга чемпіонів УЄФА         | 1Р                   | Болгарія             | ЦСКА (Софія)                  | 3–1           | 2–3            |
|         |                             | 2Р                   | Бельгія              | «Брюгге»                      | 3–1           | 0–2            |
| 1993–94 | Ліга чемпіонів УЄФА         | 1Р                   | Норвегія             | «Русенборг»                   | 4–1           | 1–3            |
|         |                             | 2R                   | Іспанія              | «Барселона»                   | 1–2           | 0–3            |
| 1994–95 | Кубок володарів кубків УЄФА | 1Р                   | Словенія             | «Марибор»                     | 3–0           | 1–1            |
|         |                             | 2Р                   | Англія               | «Челсі»                       | 1–1           | 0–0            |
| 1995–96 | Кубок УЄФА                  | Кваліфікація         | Азербайджан          | «Кяпаз»                       | 5–1           | 4–0            |
|         |                             | 1Р                   | Білорусь             | «Динамо» (Мн)                 | 1–2           | 0–1            |
| 1996    | Кубок Інтертото             | 3-тя група, 1-ша гра | Словенія             | «Марибор»                     |               | 0–3            |
|         |                             | 3-тя група, 2-га гра | Ісландія             | «Кеплавік»                    | 6–0           |                |
|         |                             | 3-тя група, 3-тя гра | Данія                | «Копенгаген»                  |               | 1–2            |
|         |                             | 3-тя група, 4-та гра | Швеція               | «Еребру»                      | 2–3           |                |
| 1997    | Кубок Інтертото             | 9-та група, 1-ша гра | Словаччина           | «Жиліна»                      |               | 1–3            |
|         |                             | 9-та група, 2-га гра | Румунія              | «Рапід» (Бухарест)            | 1–1           |                |
|         |                             | 9-та група, 3-тя гра | Франція              | «Ліон»                        |               | 0–2            |
|         |                             | 9-та група, 4-та гра | Польща               | «Одра» (Водзіслав-Шльонський) | 1–5           |                |
| 1998    | Кубок Інтертото             | 1Р                   | Польща               | «Рух» (Хожув)                 | 0–1           | 2–2            |
| 1999    | Кубок Інтертото             | 3Р                   | Бельгія              | «Сінт-Трейден»                | 1–2           | 2–0            |
|         |                             | 4Р                   | Франція              | «Ренн»                        | 2–2           | 0–2            |
| 2000    | Кубок Інтертото             | 2Р                   | Кіпр                 | «Неа Саламіна Фамагуста»      | 3–0           | 0–1            |
|         |                             | 3Р                   | Румунія              | «Чахлеул»                     | 3–0           | 2–2            |
|         |                             | 4Р                   | Італія               | «Удінезе»                     | 0–1           | 0–2            |
| 2002–03 | Кубок УЄФА                  | 1Р                   | Україна              | «Шахтар» (Донецьк)            | 5–1           | 0–1            |
|         |                             | 2Р                   | Португалія           | «Порту»                       | 0–1           | 0–2            |
| 2003–04 | Ліга чемпіонів УЄФА         | 3кв. р.              | Франція              | «Марсель»                     | 0–1           | 0–0            |
| 2003–04 | Кубок УЄФА                  | 1Р                   | Німеччина            | «Боруссія» (Дортмунд)         | 1–2           | 0–1            |
| 2004–05 | Кубок УЄФА                  | 2кв. р.              | Україна              | «Ілічівець» (Маріуполь)       | 3–0           | 0–0            |
| 2004–05 | Кубок УЄФА                  | 1Р                   | Польща               | «Легія» (Варшава)             | 1–0           | 3–1            |
| 2004–05 | Кубок УЄФА                  | Група C              | Іспанія              | «Реал Сарагоса»               | 1–0           |                |
| 2004–05 | Кубок УЄФА                  | Група C              | Україна              | «Дніпро» (Дніпропетровськ)    |               | 0–1            |
| 2004–05 | Кубок УЄФА                  | Група C              | Бельгія              | «Брюгге»                      | 1–1           |                |
| 2004–05 | Кубок УЄФА                  | Група C              | Нідерланди           | «Утрехт»                      |               | 2–1            |
| 2004–05 | Кубок УЄФА                  | 3Р                   | Іспанія              | «Атлетік» (Більбао)           | 0–0           | 2–1            |
| 2004–05 | Кубок УЄФА                  | 4H                   | Іспанія              | «Реал Сарагоса»               | 1–1           | 2–2            |
| 2004–05 | Кубок УЄФА                  | 1/4 фіналу           | Італія               | «Парма»                       | 1–1           | 0–0            |
| 2005–06 | Кубок УЄФА                  | 2кв. р.              | Словаччина           | «Жиліна»                      | 2–2           | 2–1            |
| 2005–06 | Кубок УЄФА                  | 1Р                   | Норвегія             | «Вікінг»                      | 2–1           | 0–1            |
| 2006–07 | Ліга чемпіонів УЄФА         | 3кв. р.              | Португалія           | «Бенфіка»                     | 1–1           | 0–3            |
| 2006–07 | Кубок УЄФА                  | 1Р                   | Польща               | «Легія» (Варшава)             | 1–0           | 1–1            |
| 2006–07 | Кубок УЄФА                  | Група F              | Бельгія              | «Зюлте-Варегем»               | 1–4           |                |
| 2006–07 | Кубок УЄФА                  | Група F              | Нідерланди           | «Аякс» (Амстердам)            |               | 0–3            |
| 2006–07 | Кубок УЄФА                  | Група F              | Чехія                | «Спарта» (Прага)              | 0–1           |                |
| 2006–07 | Кубок УЄФА                  | Група F              | Іспанія              | «Еспаньйол»                   |               | 0–1            |
| 2007–08 | Кубок УЄФА                  | 2кв. р.              | Чехія                | «Яблонець»                    | 4–3           | 1–1            |
| 2007–08 | Кубок УЄФА                  | 1Р                   | Норвегія             | «Волеренга»                   | 2–0           | 2–2            |
| 2007–08 | Кубок УЄФА                  | Група H              | Франція              | «Бордо»                       | 1–2           |                |
| 2007–08 | Кубок УЄФА                  | Група H              | Швеція               | «Гельсінгборг»                |               | 0–3            |
| 2007–08 | Кубок УЄФА                  | Група H              | Греція               | «Паніоніос»                   | 0–1           |                |
| 2007–08 | Кубок УЄФА                  | Група H              | Туреччина            | «Галатасарай»                 |               | 0–0            |
| 2008–09 | Кубок УЄФА                  | 1кв. р.              | Казахстан            | «Тобол                        | 2–0»          | 0–1            |
| 2008–09 | Кубок УЄФА                  | 2кв. р.              | Грузія               | ВІТ Джорджія                  | 2–0           | не грав        |
| 2008–09 | Кубок УЄФА                  | 1R                   | Польща               | «Лех» (Познань)               | 2–1           | 2–4 (дод. ч.)  |
| 2009–10 | Ліга Європи УЄФА            | 3кв. р.              | Сербія               | «Воєводина»                   | 1–1           | 4–2            |
| 2009–10 | Ліга Європи УЄФА            | Плей-оф              | Україна              | «Металург» (Донецьк)          | 2–2           | 3–2 (дод. ч.)  |
| 2009–10 | Ліга Європи УЄФА            | Група L              | Іспанія              | «Атлетік» (Більбао)           | 0–3           | 0–3            |
| 2009–10 | Ліга Європи УЄФА            | Група L              | Португалія           | «Насіунал»                    | 1–1           | 1–5            |
| 2009–10 | Ліга Європи УЄФА            | Група L              | Німеччина            | «Вердер» (Бремен)             | 2–2           | 0–2            |
| 2010–11 | Кубок УЄФА                  | 2кв. р.              | Боснія і Герцеговина | «Широкі Брієг»                | 2–2           | 1–0            |
| 2010–11 | Кубок УЄФА                  | 3кв. р.              | Польща               | «Рух» (Хожув)                 | 3–1           | 3–0            |
| 2010–11 | Кубок УЄФА                  | Плей-оф              | Греція               | «Аріс»                        | 1–1           | 0–1            |
| 2011–12 | Кубок УЄФА                  | 2кв. р.              | Чорногорія           | «Рудар» (Плєвля)              | 2–0           | 3–0            |
| 2011–12 | Кубок УЄФА                  | 3кв. р.              | Словенія             | «Олімпія» (Любляна)           | 3–2           | 1–1            |
| 2011–12 | Кубок УЄФА                  | Плей-оф              | Румунія              | «Газ Метан»                   | 3–1           | 0–1            |
| 2011–12 | Кубок УЄФА                  | Група G              | Україна              | «Металіст» (Харків)           | 1–2           | 1–4            |
| 2011–12 | Кубок УЄФА                  | Група G              | Нідерланди           | АЗ                            | 2–2           | 2–2            |
| 2011–12 | Кубок УЄФА                  | Група G              | Швеція               | «Мальме»                      | 2–0           | 2–1            |
| 2013–14 | Ліга чемпіонів УЄФА         | 3кв. р.              | Ісландія             | «Гапнарф'ярдар»               | 1–0           | 0–0            |
| 2013–14 | Ліга чемпіонів УЄФА         | Плей-оф              | Хорватія             | «Динамо» (Загреб)             | 2–3           | 2–0            |
| 2013–14 | Ліга чемпіонів УЄФА         | Група G              | Португалія           | «Порту»                       | 0–1           | 1–1            |
| 2013–14 | Ліга чемпіонів УЄФА         | Група G              | Іспанія              | «Атлетіко» (Мадрид)           | 0–3           | 0–4            |
| 2013–14 | Ліга чемпіонів УЄФА         | Група G              | Росія                | «Зеніт» (Санкт-Петербург)     | 4–1           | 0–0            |
| 2016–17 | Ліга Європи УЄФА            | 2кв. р.              | Албанія              | «Кукесі»                      | 1–0           | 4–1            |
| 2016–17 | Ліга Європи УЄФА            | 3кв. р.              | Словаччина           | «Спартак» (Трнава)            | 0–1           | 1–0 (5–4пен)   |
| 2016–17 | Ліга Європи УЄФА            | Плей-оф              | Норвегія             | «Русенборг»                   | 2–1           | 2–1            |
| 2016–17 | Ліга Європи УЄФА            | Група E              | Румунія              | «Астра» (Джурджу)             | 1–2           | 3–2            |
| 2016–17 | Ліга Європи УЄФА            | Група E              | Чехія                | «Вікторія» (Пльзень)          | 0–0           | 2–3            |
| 2016–17 | Ліга Європи УЄФА            | Група E              | Італія               | «Рома»                        | 2–4           | 3–3            |
| 2017–18 | Ліга Європи УЄФА            | 3кв. р.              | Кіпр                 | АЕЛ (Лімассол)                | 0–0           | 2–1            |
| 2017–18 | Ліга Європи УЄФА            | Плей-оф              | Хорватія             | «Осієк»                       | 0–1           | 2–1            |
| 2017–18 | Ліга Європи УЄФА            | Група D              | Італія               | «Мілан»                       | 1–5           | 1–5            |
| 2017–18 | Ліга Європи УЄФА            | Група D              | Греція               | АЕК (Афіни)                   | 0–0           | 2–2            |
| 2017–18 | Ліга Європи УЄФА            | Група D              | Хорватія             | «Рієка»                       | 1–3           | 4–1            |
| 2019–20 | Ліга Європи УЄФА            | 3кв. р.              | Кіпр                 | «Аполлон» (Лімасол)           | 1–2           | 1–3            |
| 2021–22 | Ліга конференцій УЄФА       | 2кв. р.              | Ісландія             | «Брєйдаблік»                  | 1–1           | 1–2            |

## Склад команди
Станом на 5 липня 2025
| №  | Поз. | Нац.      | Гравець                 |
| -- | ---- | --------- | ----------------------- |
| 1  | ВР   | Австрія   | Самуель Шахін-Радлінгер |
| 2  | ЗХ   | Австрія   | Лука Пазурек            |
| 4  | ЗХ   | Австрія   | Зіад Ель Шейві          |
| 5  | ПЗ   | Гамбія    | Абубакр Баррі           |
| 6  | ПЗ   | Австрія   | Філіпп Майбах           |
| 10 | НП   | Австрія   | Манпріт Саркарія        |
| 13 | ВР   | Австрія   | Лукас Ведль             |
| 15 | ЗХ   | Австрія   | Александар Драгович     |
| 19 | НП   | Австралія | Ноа Ботич               |
| 20 | ПЗ   | Австрія   | Санел Шальїч            |
| 21 | ЗХ   | Франція   | Гакім Генуш             |
| 22 | ПЗ   | Австрія   | Флоріан Вустінгер       |
| 23 | НП   | Австрія   | Константин Алекса       |

| №  | Поз. | Нац.        | Гравець           |
| -- | ---- | ----------- | ----------------- |
| 24 | ЗХ   | Хорватія    | Тін Плавотич      |
| 26 | ПЗ   | Австрія     | Райнгольд Ранфтль |
| 28 | ЗХ   | Австрія     | Філіпп Візінгер   |
| 29 | НП   | Австрія     | Марко Раґуж       |
| 30 | ПЗ   | Австрія     | Манфред Фішер     |
| 36 | НП   | Австрія     | Домінік Фіц       |
| 37 | ПЗ   | Австрія     | Моріц Велс        |
| 46 | ЗХ   | Австрія     | Йоганнес Гандль   |
| 47 | НП   | Кот-д'Івуар | Абдулає Канте     |
| 60 | ЗХ   | Австрія     | Деян Радоньїч     |
| 77 | НП   | Німеччина   | Мауріс Малоне     |
| 99 | ВР   | Австрія     | Мірко Кос         |
|    | НП   | Гана        | Келвін Боатенг    |

### Інші гравці на контракті
| № | Поз. | Нац.    | Гравець         |
| - | ---- | ------- | --------------- |
|   | НП   | Нігерія | Брайт Едомвоньї |

### В оренді
Станом на 1 липня 2021
| № | Поз. | Нац.   | Гравець                                                         |
| - | ---- | ------ | --------------------------------------------------------------- |
|   | ЗХ   | Гамбія | Модо Джардже (орендований «Ельфсборгом» до 31 грудня 2021 року) |

## Відомі гравці
- Матіас Сінделар
- Ернст Стояспал
- Огнєн Вукоєвич

## Відомі тренери
Станом на 1 грудня 2018 
- Джиммі Гоган (1911–12)
- Гуго Майсль (1912–13)
- Невідомо (1914–18)
- Йоган Андрес (1919–21)
- Густав Ланцер (1922–27)
- Роберт Ланг (1928–30)
- Карл Курц (1930–31)
- Рудольф Сідлі (1931–32)
- Карл Шротт (1933)
- Йозеф Блум (1933–35)
- Ене Конрад (1935–36)
- Вальтер Науш (1936–37)
- Маттіас Сінделар (1937–38)
- Йозеф Шнайдер (1939–40)
- Карл Шнайдер (1941–42)
- Невідомо (1943–45)
- Карл Гаєр (1945)
- Гайнріх Мюллер (1946–54)
- Вальтер Науш (1954–55)
- Леопольд Фогль (1956–57)
- Карл Адамек (1957–58)
- Йозеф Смістик (1958–59)
- Вальтер Пробст (1959–60)
- Карл Шлехта (1960–62)
- Едуарт Фрювірт (1962–64)
- Ернст Оцвірк (1 липня 1965 – 30 червня 1971)
- Гайнріх «Вуді» Мюллер (1 липня 1971 – 30 червня 1972)
- Карл Штоц (1 червня 1972 – 15 березня 1973)
- Бела Гуттманн (16 березня 1973 – 31 травня 1973)
- Йозеф Пецанка (1973–74)
- Йозеф Аргауер (1974)
- Роберт Дінст (1974–75)
- Йоган Лозер (1 січ 1975 – 30 червня 1975)
- Карл Штоц (1 липня 1975 – 30 червня 1977)
- Германн Штессль (1 липня 1977 – 31 травня 1979)
- Еріх Гоф (1 липня 1979 – 31 березня 1982)
- Вацлав Галама (1 квітня 1982 – 30 червня 1984)
- Томас Паріц (1 липня 1984 – 30 червня 1985)
- Германн Штессль (1 липня 1985 – 30 червня 1986)
- Томас Паріц (1 липня 1986 – 30 червня 1987)
- Карл Штоц (1 липня 1987 – 11 жов 1987)
- Фердинанд Янотка (12 жов 1987 – 30 червня 1988)
- Август Старек (1 липня 1988 – 17 лис 1988)
- Роберт Зара (17 лис 1988 – 31 гр 1988)
- Еріх Гоф (1 січ 1989 – 28 березня 1990)
- Герберт Прогазка (28 березня 1990 – 9 червня 1992)
- Германн Штессль (1 липня 1992 – 31 травня 1993)
- Йозеф Гікерсбергер (1 липня 1993 – 30 червня 1994)
- Егон Коордес (1 липня 1994 – 30 червня 1995)
- Горст Грубеш (1 липня 1995 – 30 червня 1996)
- Вальтер Скоцик (1 липня 1996 – 15 квітня 1997)
- Вольфганг Франк (26 квітня 1997 – 8 квітня 1998)
- Роберт Зара (в.о.) (9 квітня 1998 – 17 травня 1998)
- Зденко Верденик (17 травня 1998 – 2 квітня 1999)
- Фрідріх Концилія (в.о.) (2 квітня 1999 – 30 травня 1999)
- Герберт Прогазка (1 червня 1999 – 3 травня 2000)
- Ернст Баумайстер (в.о.) (3 травня 2000 – 31 травня 2000)
- Гайнц Гохаузер (1 червня 2000 – 12 березня 2001)
- Арі Ган (12 березня 2001 – 13 сер 2001)
- Антон Пфеффер (12 сер 2001 – 21 гр 2001)
- Вальтер Горманн (14 сер 2001 – 31 гр 2001)
- Дітмар Константіні (в.о.) (1 січ 2002 – 31 тр 2002)
- Вальтер Шахнер (1 липня 2002 – 4 жов 2002)
- Крістоф Даум (4 жов 2002 – 30 чер 2003)
- Йоахім Лев (1 липня 2003 – 24 березня 2004)
- Ларс Сонденгаард (березень 2004 – травень 2005)
- Петер Штегер (6 травня 2005 – 31 гр 2005)
- Франк Шинкельс (1 січ 2006 – 23 жов 2006)
- Георг Цельгофер (23 жов 2006 – 19 березня 2008)
- Дітмар Константіні (в.о.) (19 березня 2008 – 26 квітня 2008)
- Карл Даксбахер (21 травня 2008 – 21 гр 2011)
- Івиця Вастич (21 гр 2011 – 21 травня 2012)
- Петер Штегер (11 червня 2012 – 18 червня 2013)
- Ненад Б'єлиця (17 червня 2013 – 16 лют 2014)
- Герберт Гагер (в.о.) (16 лют 2014 – 16 травня 2014)
- Геральд Баумгартнер (1 червня 2014 – 22 березня 2015)
- Андреас Оргіс (22 березня 2015 – 30 червня 2015)
- Торстен Фінк (1 липня 2015 – 27 лютого 2018)
- Томас Летч (27 лютого 2018 – 11 березня 2019)
- Роберт Іберцбергер (11 березня 2019 – 30 червня 2019)
- Петер Штегер (31 липня 2020 – 5 червня 2021)